# Тарановка (Харьковская область)
Тара́новка (укр. Таранівка) — село Тарановского сельского совета Чугуевского района Харьковской области Украины.
Является административным центром Тарановского сельского совета, в который также входят сёла Беспаловка, Дудковка, Жадановка, посёлки Беспаловка, Весёлое и Раздольное.

## Географическое положение
Село Тарановка находится в 15 км от Змиёва недалеко от истоков рек Берестовая и Ольшанка, примыкает к селу Беспаловка.
Через село проходит железная дорога Мерефа — Лозовая (станции Шурино и Широнино), и автомобильная дорога Т-2107.

## История
- 1685 год — дата первого упоминания села[1].
- Являлось центром Тарановской волости Змиевского уезда Харьковской губернии Российской империи.
- В середине 19 века в Тарановке были церковь и 9 ветряных мельниц.[2]
- Осенью 1918 года в произошло Тарановское восстание против австро-германских оккупантов и гетманщины[3].
- Во время Великой Отечественной войны село неоднократно находилось под немецкой оккупацией:

20 октября 1941 года, освобождена 17 мая 1942;
24 мая 1942, освобождена 13 февраля 1943;
7 марта 1943; освобождена 26 августа 1943.
- 3—6 марта 1943 года на железнодорожном переезде у села Тарановка совершили подвиг 25 бойцов 8-й роты 78-го гвардейского полка под командованием лейтенанта П. Н. Широнина. В течение пяти дней широнинцы обороняли переезд, отразили много атак, уничтожив 16 танков и бронемашин и до сотни гитлеровцев. Из 25 бойцов в живых осталось только шестеро (тяжелораненых), остальные погибли в бою и были похоронены в братской могиле в селе. Всем бойцам было присвоено звание Героев Советского Союза,[7] а железнодорожная станция Тарановка в 1964 году названа Широнино[8] имени 25 героев-широнинцев[9].
- В боях за Тарановку отдали жизнь большое число советских солдат и офицеров. В братских могилах на территории села похоронены 1124 павших воина,[10] имена которых известны.

## Население
- 1732 - 659 взрослых мужчин.[11]
- 1750 - 1090.[11]
- 1770 - 1567.[11]
- 1850 - 4319 человек.[12]
- 1864 - 4185 человек.[12]
- 1966 - 6776 человек.[11]
- 2001 год (перепись) - 5085 человек (2265 мужчин и 2820 женщин).

## Экономика
- Молочно-товарная ферма
- Птице-товарная ферма
- Хлебзавод
- Маслобойня
- Производство трубчатых электронагревателей

## Объекты социальной сферы
- Школа
- Больница
- Сельский совет
- Сельский клуб

## Достопримечательности
- В центре села — братская могила советских воинов. Похоронены 953 воина,[10] среди них — лётчик-истребитель Перепелица А. М. и широнинцы: Болтушкин А. П., Визгалин И. П., Гертман П. А., Грудинин В. С., Зимин С. Г., Злобин Я. Д., Исаков В. Л., Кирьянов Н. И., Крайко О. И., Нечипуренко С. В., Павлов В. М., Седых И. В., Силаев И. Н., Скворцов А. А., Субботин Н. И., Сухин А. И., Танциуренко В. Д., Фаждеев С. П., Чертенков И. М., Шкодин П. Т. — Герои Советского Союза (21 чел.), полковник М. Ф. Савонович, лейтенант Н. Ф. Фёдоров, рядовые И. К. Бондаренко, И. П. Жидко.[10]
- Братская могила советских воинов, партизан и жертв фашизма. Похоронено 634 воина и 2 партизана.
- Вечный огонь[13].
- на западной окраине села имеются остатки форта Изюмской оборонительной линии — участка Изюмской черты (построена в 1680-х южнее Белгородской черты) — системы оборонительных сооружений для борьбы на южных границах Русского государства с набегами татар.

## Религия
- Православная церковь Михаила Архангела[14].

## Известные люди
- Васи́лий Степа́нович Пустово́йт (1886—1972) — советский селекционер, заведующий отделом селекции и семеноводства и лабораторией селекции подсолнечника Всесоюзного научно-исследовательского института масличных культур.